# Xingsheng (socken i Kina, Heilongjiang, lat 46,76, long 131,64)
Xingsheng (kinesiska: 兴盛, 兴盛乡) är en socken i Kina. Den ligger i provinsen Heilongjiang, i den nordöstra delen av landet, omkring 400 kilometer öster om provinshuvudstaden Harbin.
Genomsnittlig årsnederbörd är 855 millimeter. Den regnigaste månaden är juli, med i genomsnitt 188 mm nederbörd, och den torraste är januari, med 6 mm nederbörd.